# Spara Joe… e così sia!
Spara Joe… e così sia !!! ist ein im deutschen Sprachraum nicht aufgeführter, 1971 entstandener Italowestern. Unter der Regie von Emilio P. Miraglia spielen Richard Harrison und José Torres die Hauptrollen.

## Handlung
Ted begeht mit seiner Bande einen Banküberfall und versteckt die Beute. Als er von seinen Mittätern tödlich verwundet wird, gibt er Joe, einem armen Präriejäger, eine Karte, die zu dem Versteck führt. Die restliche Bande, nun unter Anführer Jack, nehmen Joe gefangen und foltern ihn, um zu erfahren, was er weiß. Aufgrund der Quälereien mit einer Fackel erblindet er. Seine Liebe, die Saloonbesitzerin Rosy, wird ebenfalls gegen ihn eingesetzt; als die Banditen Joe und Rosy angeblich zu ihrem Unterschlupf führen, wird er überfallen und die Karte gestohlen.
Als Joe wieder sehen kann, nimmt er den Kampf gegen die Banditen auf, was Rosy dazu ausnützt, mit dem mittlerweile im Besitz der Gruppe befindlichen Geld zu fliehen. Bei einer Flussüberquerung verunglückt sie. Auch das Geld schwimmt davon. Joe bleibt allein und arm zurück.

## Kritik
Die „Segnalazione Cinematografiche“ sehen den Versuch der Geschichte, originell zu sein. Der Film biete aber nur die sattsam bekannten Figuren und Situationen, sei flach und farblos, erschöpfe sich in sadistischen Schlägereien und vulgären Späßen. Auch Genrekenner Christian Keßler bemerkt, „für das Westerngenre scheint (der Regisseur) Miraglia relativ wenig Gespür gehabt zu haben, denn obwohl der Film auf der Grundlage seiner minutiös ablaufenden Handlung leidlich ansprechend unterhält, ist er dennoch zu bedächtig aufgebaut und läßt Actionszenen vermissen.“